# 20e comité central du Parti communiste chinois
Le 20e comité central du Parti communiste chinois est élu par le 20e congrès national du Parti communiste chinois en 2022 et siégera jusqu'à la prochaine convocation du Congrès national.
Le comité est composé de membres titulaires et de suppléants. Un membre a le droit de vote, contrairement à un suppléant. Si un membre à part entière est retiré du Comité central, la vacance est alors remplie par un membre suppléant lors du prochain plénum du comité ; le membre suppléant qui a reçu le plus de votes de confirmation en faveur est le plus élevé dans l'ordre de préséance. Pour être élu au Comité central, un candidat doit être membre du parti depuis au moins cinq ans.
La première session plénière de 2022 sera chargée d'élire les organes dans lesquels l'autorité du Comité central est investie lorsqu'il n'est pas en session : le Bureau politique et le Comité permanent du Bureau politique. Il sera également chargé d'agréer les membres du Secrétariat, de la 19ème Commission Centrale de Contrôle de la Discipline et de son Comité permanent.

## 20esecrétariat
Le Secrétariat général du Parti communiste chinois, est un organe au service du Bureau politique du Parti communiste chinois et de son Comité permanent. Le secrétariat est principalement responsable de la réalisation des opérations de routine du Politburo et de la coordination des organisations et d'accomplir les tâches définies par le Politburo. Il est habilité par le Politburo à prendre des décisions quotidiennes de routine sur des questions préoccupantes conformément aux décisions du Politburo, mais il doit consulter le Politburo sur les questions de fond.
Le secrétariat central est élu par le Comité central du Parti communiste chinois. Le 20e secrétariat est élu le 23 octobre 2022.

Shi Taifeng (en)
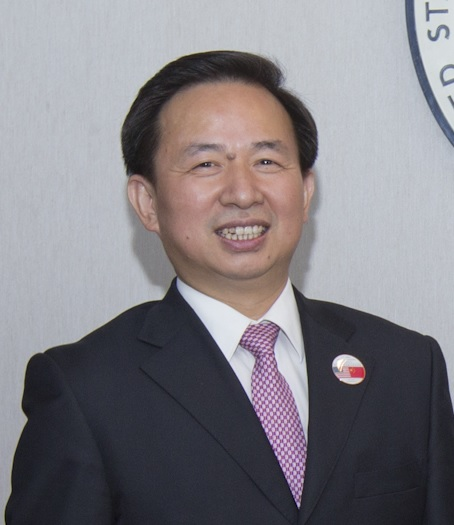
Li Ganjie (zh)
Li Shulei (en)
Liu Jinguo (en)
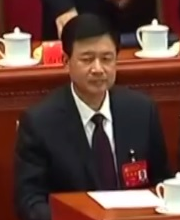
Wang Xiaohong

## Membres du20ecomitécentral

### Analyse de la composition
La composition du 20e comité central, dévoilée le 22 octobre 2022, représente un renforcement du pouvoir de Xi Jinping en interne du comité avec une hausse de la présence de ses alliés et un affaiblissement du nombre de membres de la faction interne de Hu Jintao, la Ligue de la jeunesse communiste.
La nouvelle composition du comité voit notamment le départ du Premier ministre Li Keqiang et Wang Yang, deux haut représentants de la Ligue en interne, tandis que Wang Yang fut à un moment évoqué comme éventuel successeur à Li Kegiang.
Selon des sources en interne au sein du Parti pour The Straits Times, certains proches de Li Keqiang souhaitaient que celui-ci reste en fonction, malgré son souhait de partir en retraite du parti pour raisons de santé.
La seule figure restante de la faction de la Ligue qui est nommée au Bureau politique est Hu Chunhua, pressenti pour être nommé futur Premier ministre. Le 20e comité central est remanié à 65% par rapport au 19e Comité central de 2017. Il y a également 8,8% de femmes, soit 11 cadres féminins.

### Composition
- Liste non exhaustive parmi les 200 nommés des membres connus (ministres ou figures) du Comité central élu en 2022[5].

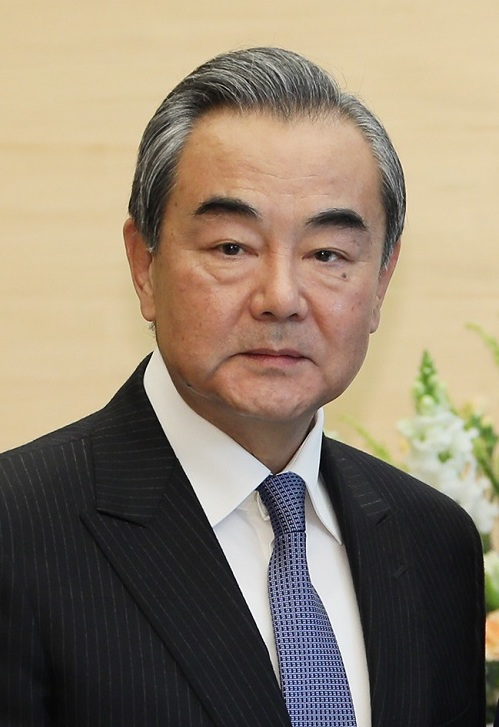
Wang Yi, ministre des Affaires étrangères
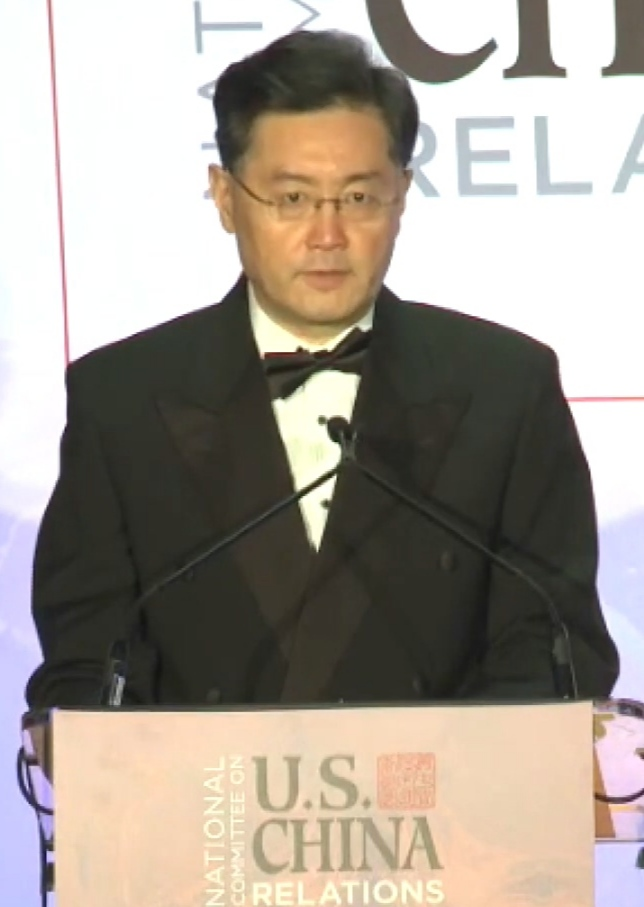
Qin Gang, ambassadeur de Chine aux Etats-Unis
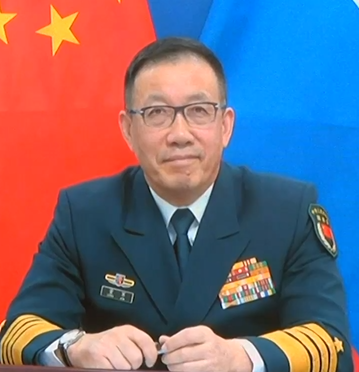
Dong Jun, ministre de la Défense nationale
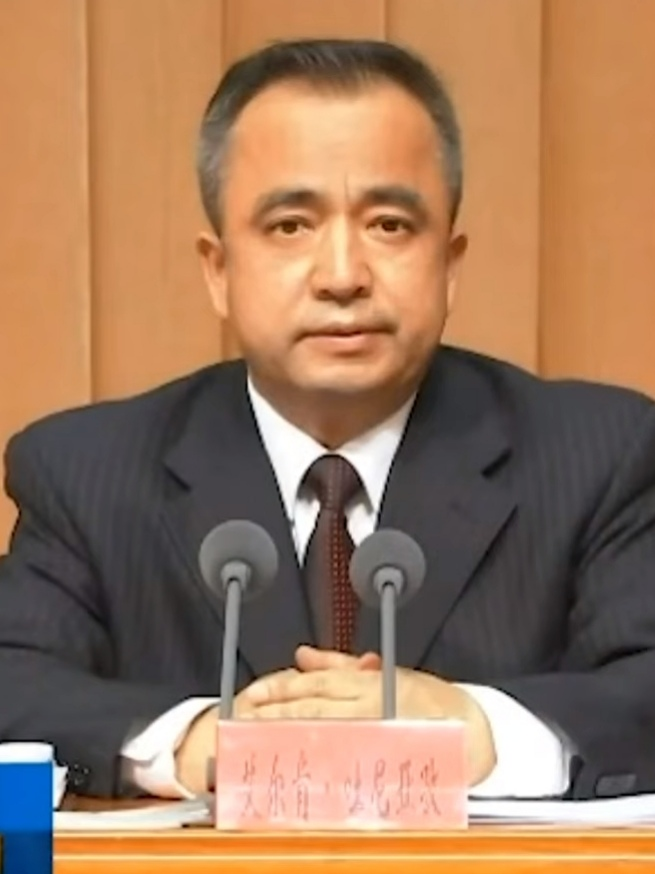
Erken Tuniyaz (zh), président de la région ouïghoure du Xinjiang
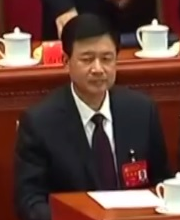
Wang Xiaohong, ministre de la Sécurité publique
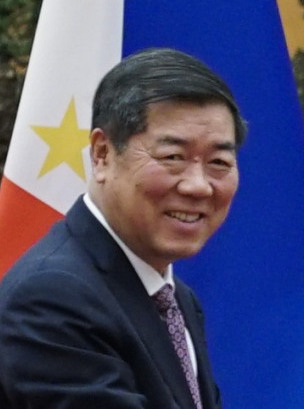
He Lifeng, ministre de la Commission nationale du Développement et des Réformes
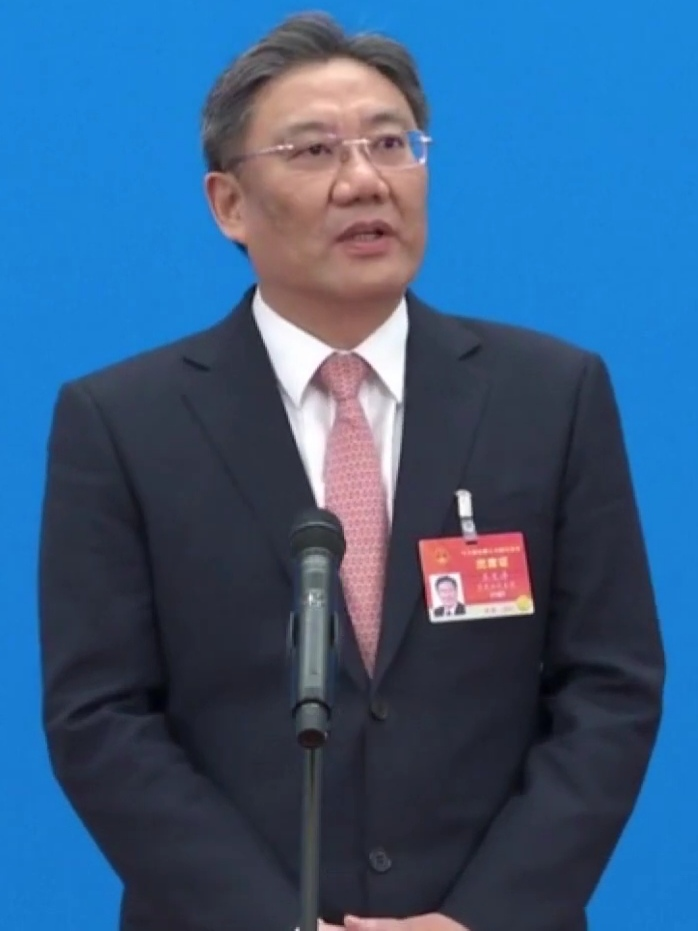
Wang Wentao (en), ministre du Commerce
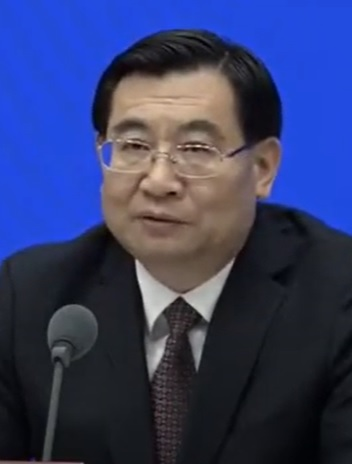
Hu Heping (en), ministre de la Culture et du Tourisme
Ma Xiaowei (en), directeur de la Commission nationale de la Santé
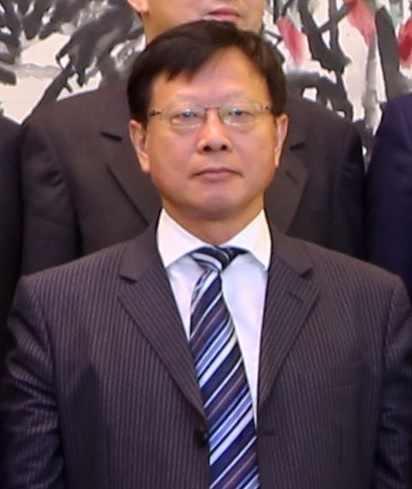
Ding Xuedong (en), secrétaire général adjoint du Conseil d'État
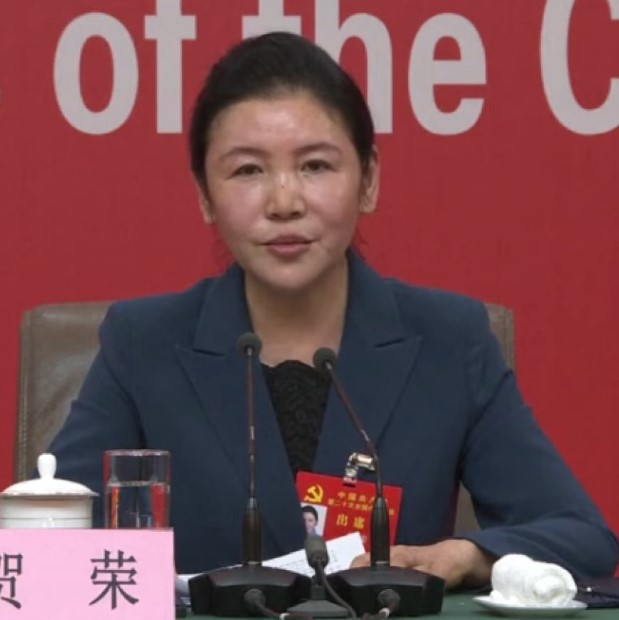
He Rong (en), vice-présidente de la Cour populaire suprême.
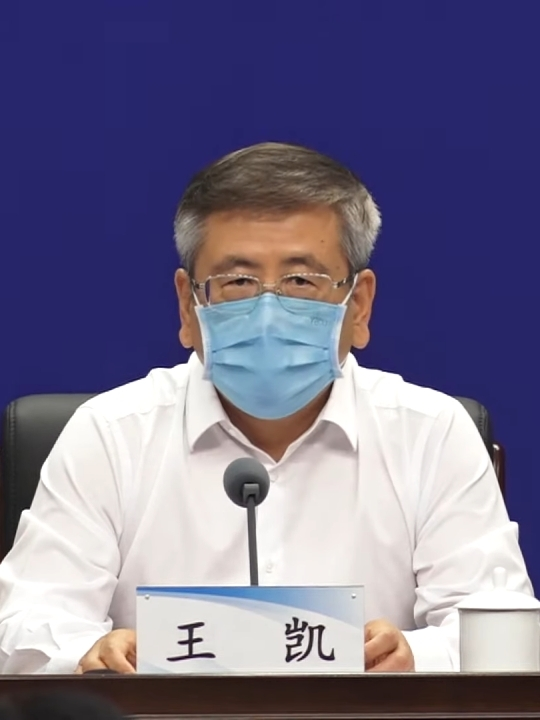
Wang Kai (zh), gouverneur de la province du Henan
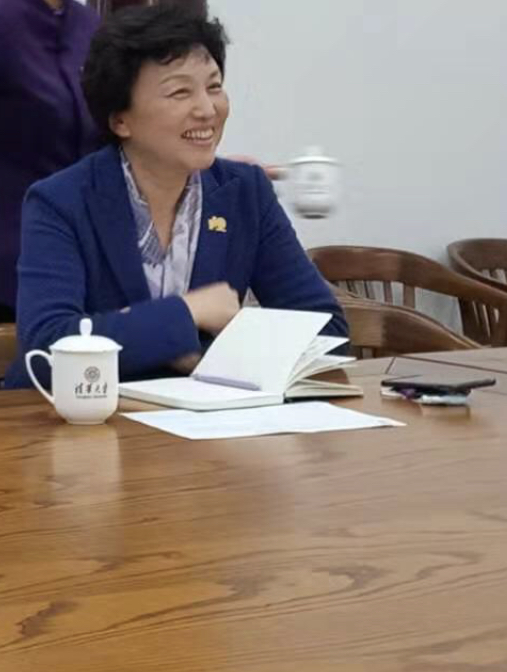
Chen Xu (zh), Directrice du Bureau des affaires chinoises d'outre-mer du Conseil d'État
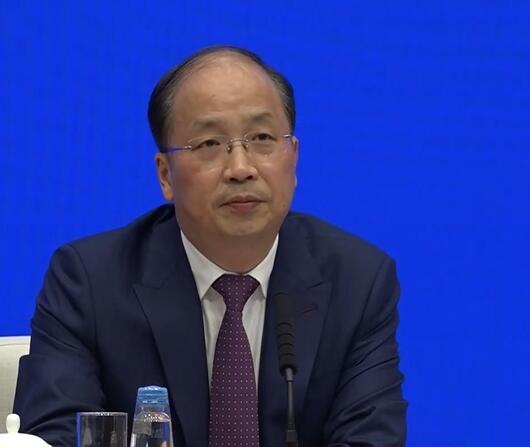
Yi Huiman (zh), président de la Commission chinoise de réglementation des valeurs mobilières
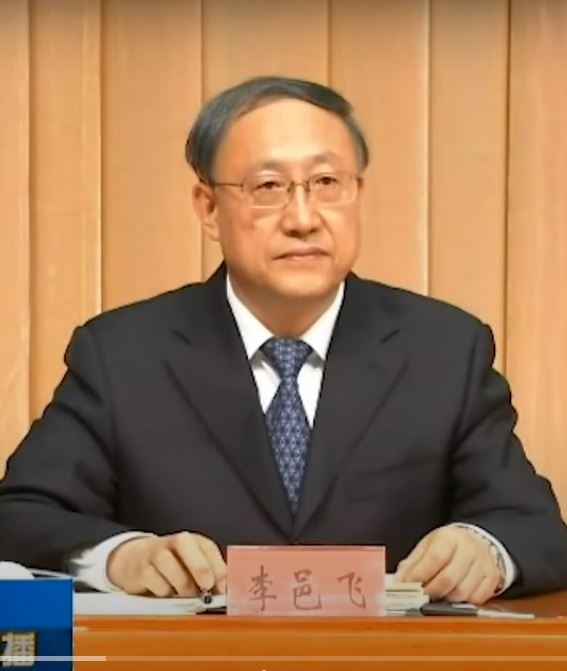
Li Yifei (zh), Secrétaire du Comité du Corps de production et de construction du Xinjiang
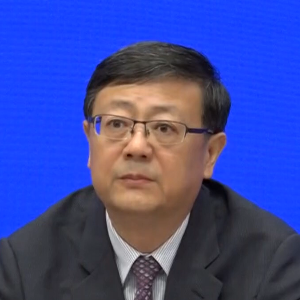
Chen Jining, maire de Pékin
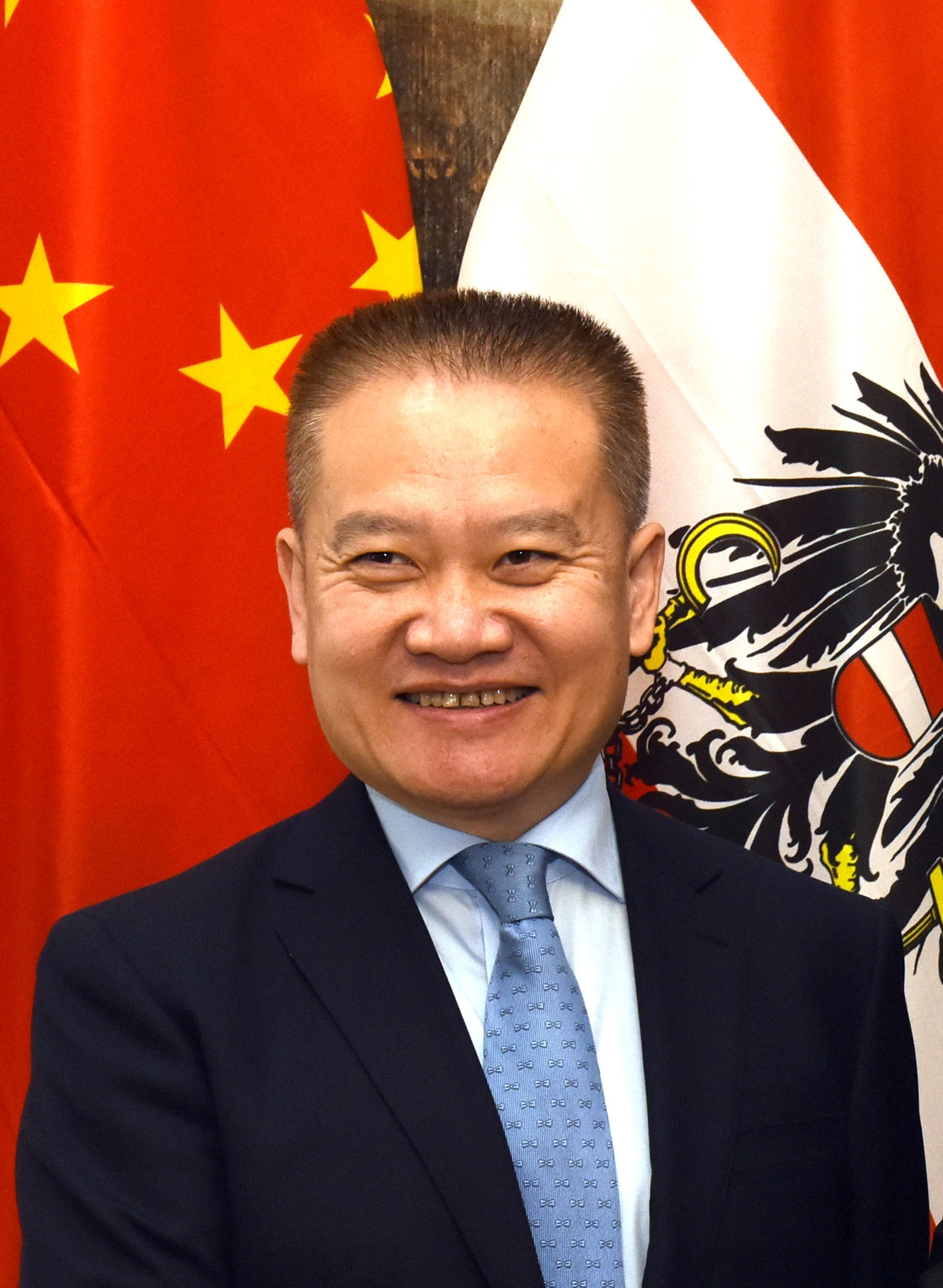
Liu Haixing (zh), directeur adjoint du Bureau du Comité central de sécurité nationale
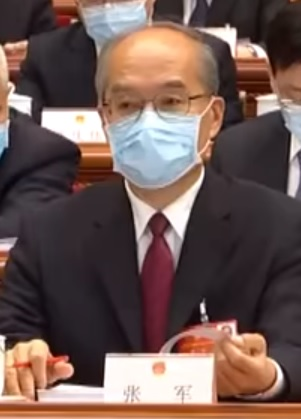
Zhang Jun (zh), procureur en chef du Parquet populaire suprême
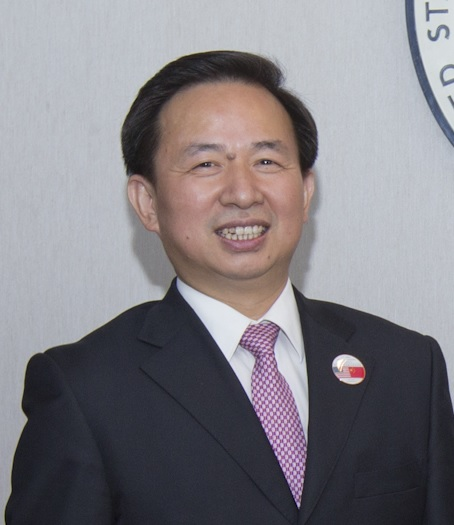
Li Ganjie (zh), secrétaire du Parti communiste du Shandong
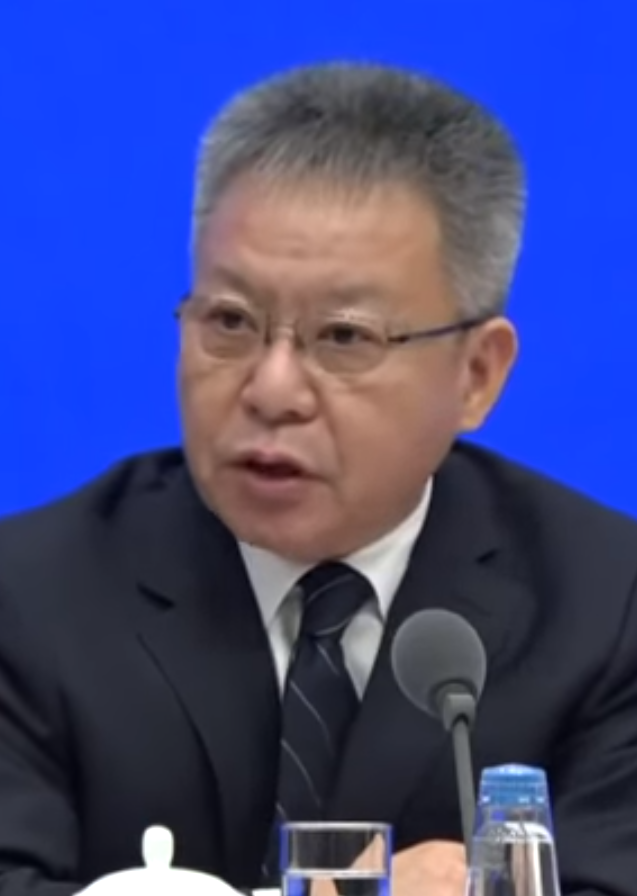
Shen Xiaoming (zh), secrétaire du Parti communiste du Hainan
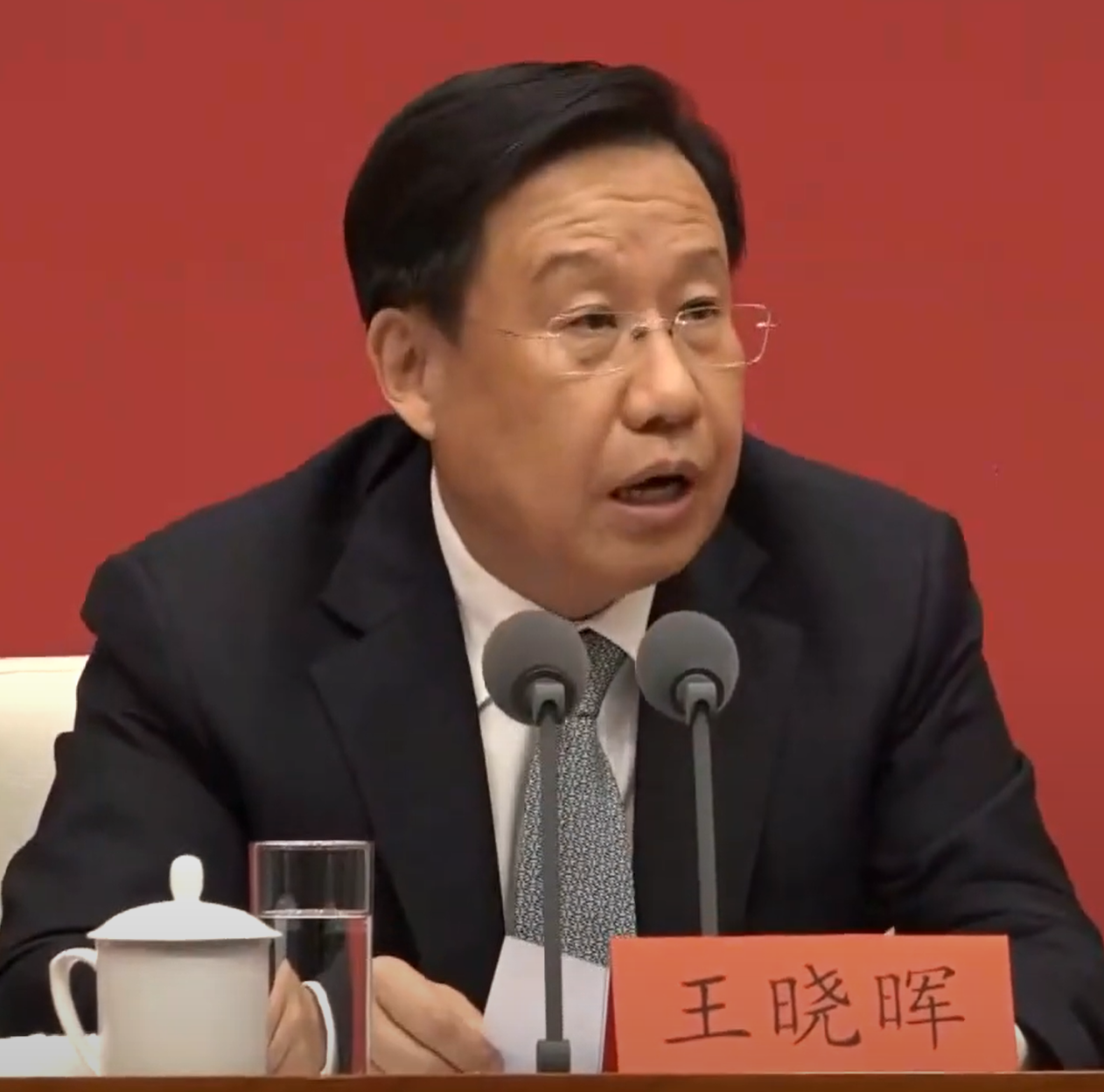
Wang Xiaohui (zh), secrétaire du Parti communiste du Sichuan
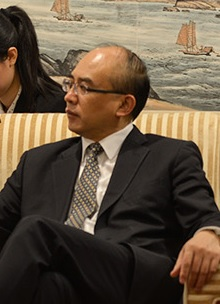
Xu Qin (en), secrétaire du Parti communiste du Heilongjiang